# Ceroplesis nigromaculata
Ceroplesis nigromaculata là một loài bọ cánh cứng trong họ Cerambycidae.